# 1st Infantry Division (USA)
1st Infantry Division eller 1:a infanteridivisionen är den äldsta divisionen i USA:s armé. 
Den kallas ”The Big Red One” efter den röda siffran på ärmmärket. 

## Bakgrund
Divisionens historia startade 1917 när general John Pershing anlände till Frankrike med den första amerikanska expeditionsstyrkan. Divisionen har deltagit i de flesta större konflikter där USA:s armé varit inblandad såsom; första och andra världskriget, Vietnamkriget, Gulfkriget, Bosnien, Kosovo, Afghanistan och nu senast Irakkriget. Under Koreakriget var dock divisionen fortfarande stationerad i Tyskland. Under andra världskriget var divisionen den första som nådde den franska kusten vid Omaha Beach under dagen D.